# Osteopetrosis
La osteopetrosis  (literalmente « hueso de piedra ») , también conocida como enfermedad de los huesos de mármol o enfermedad de Albers-Schönberg , es un trastorno hereditario extremadamente raro en el que los huesos se endurecen y se vuelven más densos , a diferencia de afecciones más prevalentes como la osteoporosis, en la que los huesos se vuelven menos densos y más frágiles, o la osteomalacia, en la que los huesos se ablandan. Es una enfermedad rara hereditaria en la cual la principal característica de esta es que los huesos son demasiado densos. Existen varias formas de osteopetrosis, cada una de ellas con unas características particulares, como la enfermedad de Albers-Schönberg y la osteopetrosis infantil maligna.

## Patogenésis
El crecimiento normal de los huesos depende de un equilibrio entre la formación ósea por los osteoblastos y la resorción ósea por los osteoclastos. En la osteopetrosis el número de los osteoclastos puede verse reducido, normal o aumentado. Importantemente, la disfunción de los osteoclastos interviene en la patogénesis de esta enfermedad.
La osteopetrosis se debe a mutaciones subyacentes que interfieren con la acidificación de la concavidad de resorción del osteoclasto, por ejemplo debido a una deficiencia en la enzima anhidrasa carbónica expresada por el gen CA2.
Los osteoclastos requieren de la anhidrasa carbónica para producir protones. Sin esta enzima se inhibe el bombeo de iones de hidrógeno tal que la resorción ósea por los osteoclastos no sucede, dado que se requiere de un medio ácido para disociar la hidroxiapatita de la matriz ósea. Como la resorción ósea no ocurre mientras que la formación ósea continúa, se genera un exceso de masa ósea
Esta enfermedad es hereditaria de dos formas:
- Cuando uno de los padres transmitió el gen de esta enfermedad. Es la forma autosómica dominante, (la conocida como enfermedad de Albers-Schönberg. Se han encontrado mutaciones causantes de la desactivación de 3 genes afectando a: 
  - Anhidrasa carbónica II
  - Subunidad alfa-3 de la bomba de protones vacuolar
  - Canal de cloruro 7
- La forma autosómica recesiva produce la enfermedad sólo cuando ambos padres son los portadores del gen y se manifiesta en el nacimiento (osteopetrosis infantil maligna) con graves problemas hematológicos, compresión de nervios faciales, ópticos y auditivos; los cuales llevan a una muerte temprana. Se ha mapeado en el cromosoma 11q13

## Síntomas de la osteopetrosis
- Fracturas muy frecuentes.
- Dolor.
- Hemorragias.
- Hidrocefalia.
- Disminución de los niveles de hemoglobina.
- Agrandamiento del bazo.
- Infecciones frecuentes.
- Deficiente crecimiento.
- Ausencia de piezas dentales.
- Ensanchamiento del cráneo (cráneo en cepillo).

## Tipos de osteopetrosis
Osteopetrosis infantil malignaComo su nombre lo dice es una enfermedad grave la cual es detectada desde el nacimiento o poco después y por lo general acaba con la vida del enfermo.
Osteopetrosis intermediaEn general aparece en los 10 primeros años de vida y sus principales síntomas suelen ser más graves como: ceguera, sordera y síntomas hematológicos.
Osteopetrosis benignaSe presenta en edad adulta y padecen fracturas frecuentemente y sus síntomas son: osteomielitis, dolor, artritis degenerativa y en ocasiones dolor de cabeza.

## Tratamiento
El único tratamiento duradero para la osteopetrosis originada en osteoclastos (la mayoría de los casos) es el reemplazo de las células madre hematopoyéticas por medio de un trasplante de médula ósea.
Previamente al inicio del tratamiento médico es necesario detectar la enfermedad mediante:
- una radiografía que muestre los huesos densos
- pruebas auditivas
- pruebas visuales
- tomografías
- análisis de sangre
- la determinación genética de la mutación del Gen afectado.

Existen diferentes tipos de tratamientos como:
- Cortisona
- Trasplante de médula ósea
- Interferón gamma
- Terapia física